# Ziefen
Ziefen (schweizerdeutsch: Ziife [ˈʦɪ:fə]) ist eine politische Gemeinde im Bezirk Liestal des Kantons Basel-Landschaft in der Schweiz.

## Geographie

Historisches Luftbild von Werner Friedli von 1949

Das langgestreckte aus zwei Siedlungskernen gewachsene Strassendorf Ziefen liegt in einer weiten offenen Mulde geschützt am Südfuss der steilen Rebhalde entlang der Hinteren Frenke im mittleren Reigoldswiler- oder «Feuflibertal».
Die Gemeinde grenzt an folgende Nachbargemeinden: Lupsingen im Norden, Bubendorf im Nordosten, Arboldswil im Südosten, Reigoldswil im Süden, Seewen im Westen. Ausserdem gibt es entlang der Grenze zwischen Lupsingen und Seewen einen Grenzpunkt zur Gemeinde Büren. Seewen und Büren gehören zum Kanton Solothurn, alle anderen Nachbargemeinden zum Kanton Basel-Landschaft.

## Geschichte
Sein Ortsname erschien 1226 erstmals in einer bischöflichen Bestätigung von Schenkungen an das Kloster Schöntal im Passus «in villa Civenne due hobe». Die Anwesenheit römischer Kolonisten, belegt durch mehrere Siedlungsreste und eine noch heute genutzte römische Quellfassung, gab Anlass zum Deutungsversuch einer gallorömischen Herkunft des Ortsnamens «Civenne». Einer dieser Siedlungskerne liegt am (und nicht auf dem) «Chilchberg», dem Kirchenhügel, der schon im 11./12. Jahrhundert Standort eines voreptingischen Sitzes unbekannter Adliger war. Gegen Ende des 13. Jahrhunderts entstand an derselben Stelle der befestigte Wohnsitz eines Eptingerzweiges, die sich «Zivenner» nannten. Ihre einstige Behausung ist seit dem Tode des letzten «Zivenners» so sehr zerfallen, dass heute nur noch die von der Spatenforschung gehobenen Harnisch-Schnallen, Hufeisen und Steigbügel an sie erinnern. Als zweiter Siedlungskern gilt die Mühle im oberen Dorfteil, einstiges Lehensgut der Frohburger, später Falkensteiner Grafen. Im Jahre 1366 kam Ziefen mit dem Amt Waldenburg an den Bischof von Basel, 1400 an die Stadt Basel und 1798 zum Bezirk Liestal, bei welchem es auch nach der Kantonstrennung von 1833 verblieb. Während der Trennungswirren 1832/33 hatte das stadttreue Ziefen unter den Aufständischen schwer zu leiden und zwei Tote zu beklagen. Zu den Eigentümlichkeiten des Dorfes gehört ein 1835 erlassenes Einbürgerungsmoratorium, das während voller 139 Jahre bis 1965 Bestand hatte. Einzige Ausnahmen bildeten 1836 ein unentbehrlicher Schindelmacher und später zwei Ehrenbürger.

## Wappen
Blasonierung
In Silber ein rechts liegender goldbewehrter schwarzer Adler (eine Variante des Wappens von Eptingen, das auf die gleichnamige Adelsfamilie zurückgeht).

## Verkehr
Ziefen wird durch eine Kantonsstrasse sowie mit Bussen der AAGL von Liestal her erschlossen.

## Politik
Der Gemeinderat (Exekutive) besteht aus fünf Stimmberechtigten. Gemeindepräsidentin (2024–2028) ist Cornelia Rudin (Stand 2025).
Bei den Schweizer Parlamentswahlen 2023 betrugen die Wähleranteile in Ziefen: SP 31,0 % (2019 29,1 %), SVP 27,6 % (24,6 %), Grüne 13,0 % (20,7 %), FDP 8,5 % (9,5 %), glp 6,3 % (4,6 %), Mitte 5,8 % (4,3 %), EVP 3,4 % (6,9 %), EDU 1,8 % (–).

## Bildergalerie

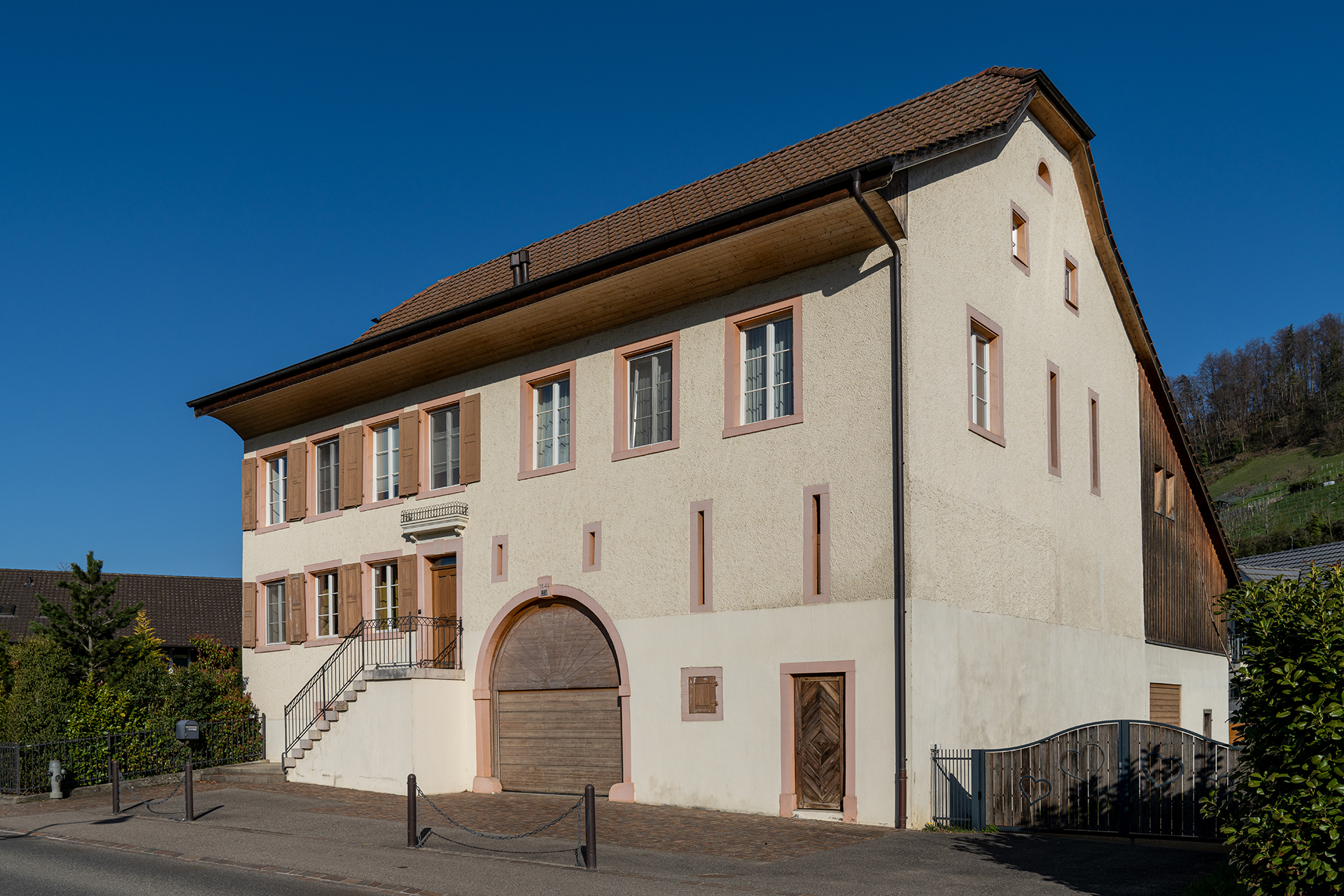
Mittertennhaus
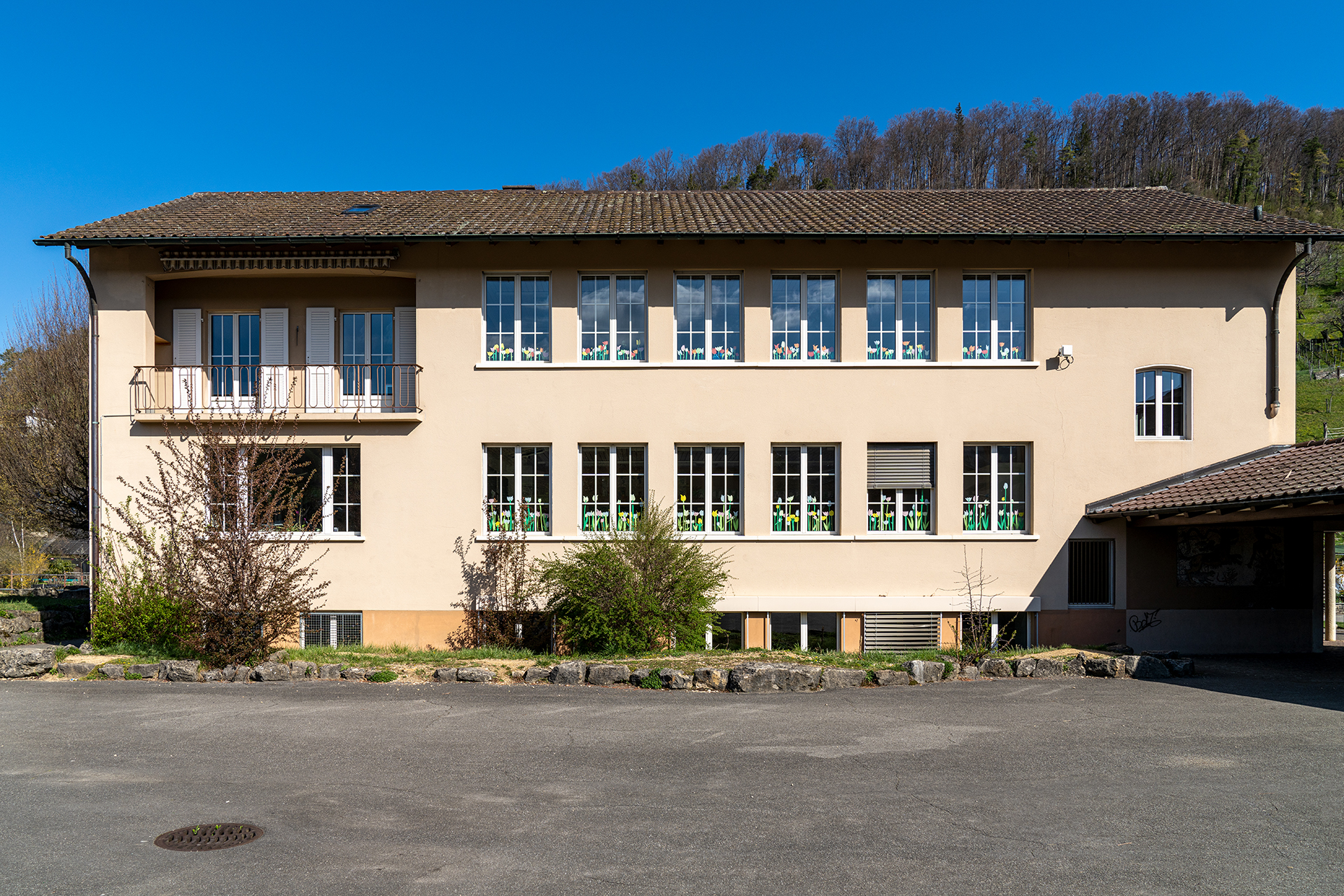
Primarschulhaus
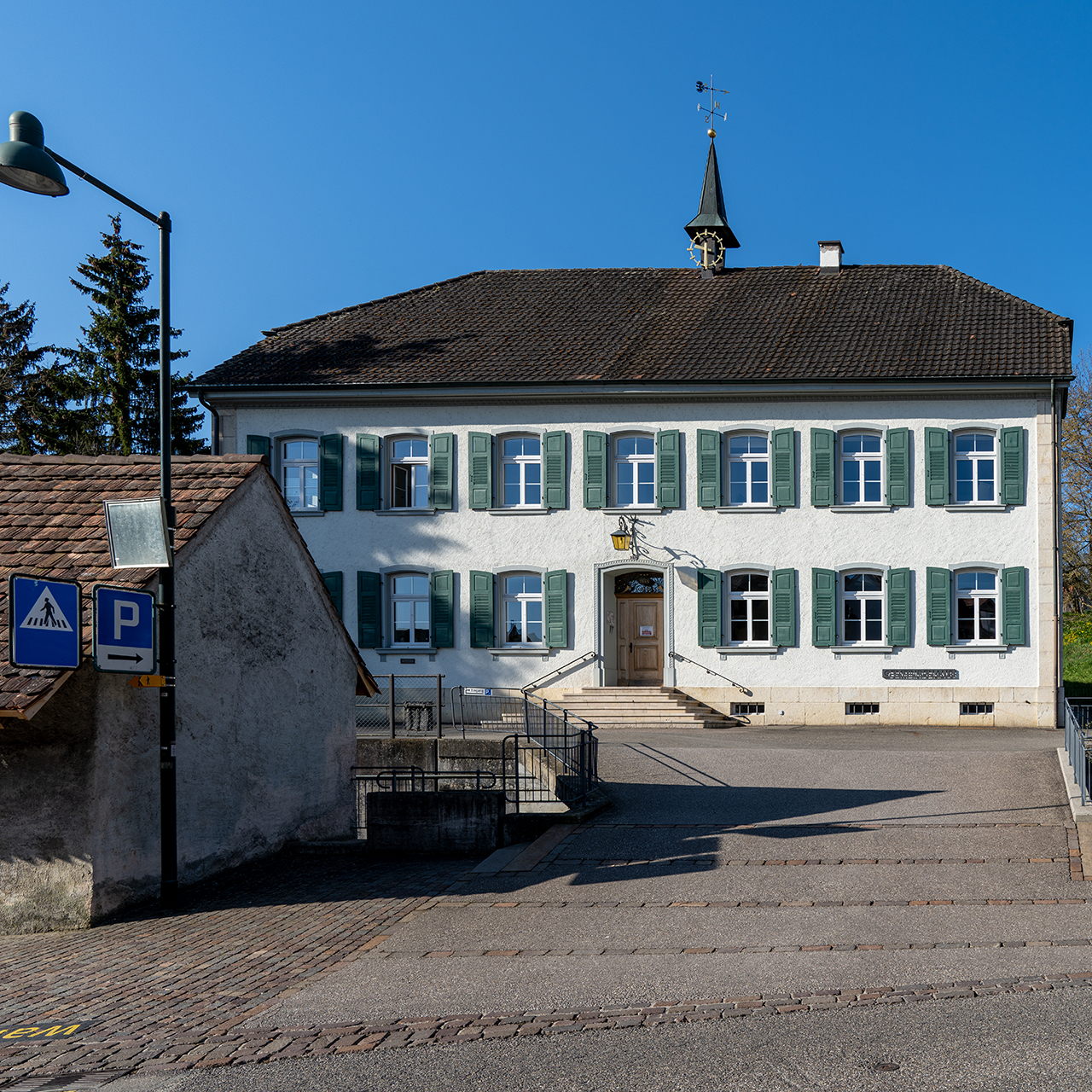
Gemeindehaus
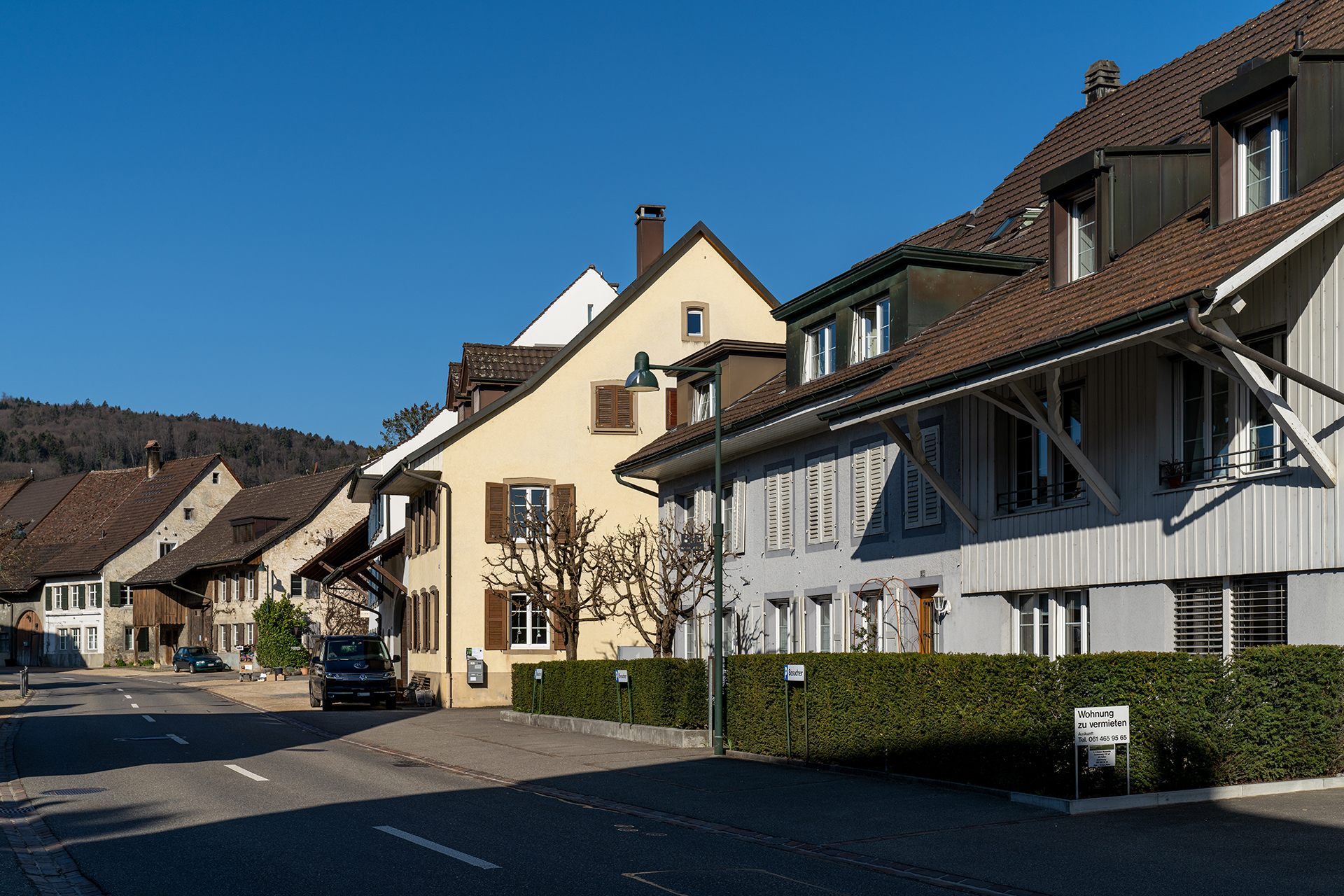
Hauptstrasse
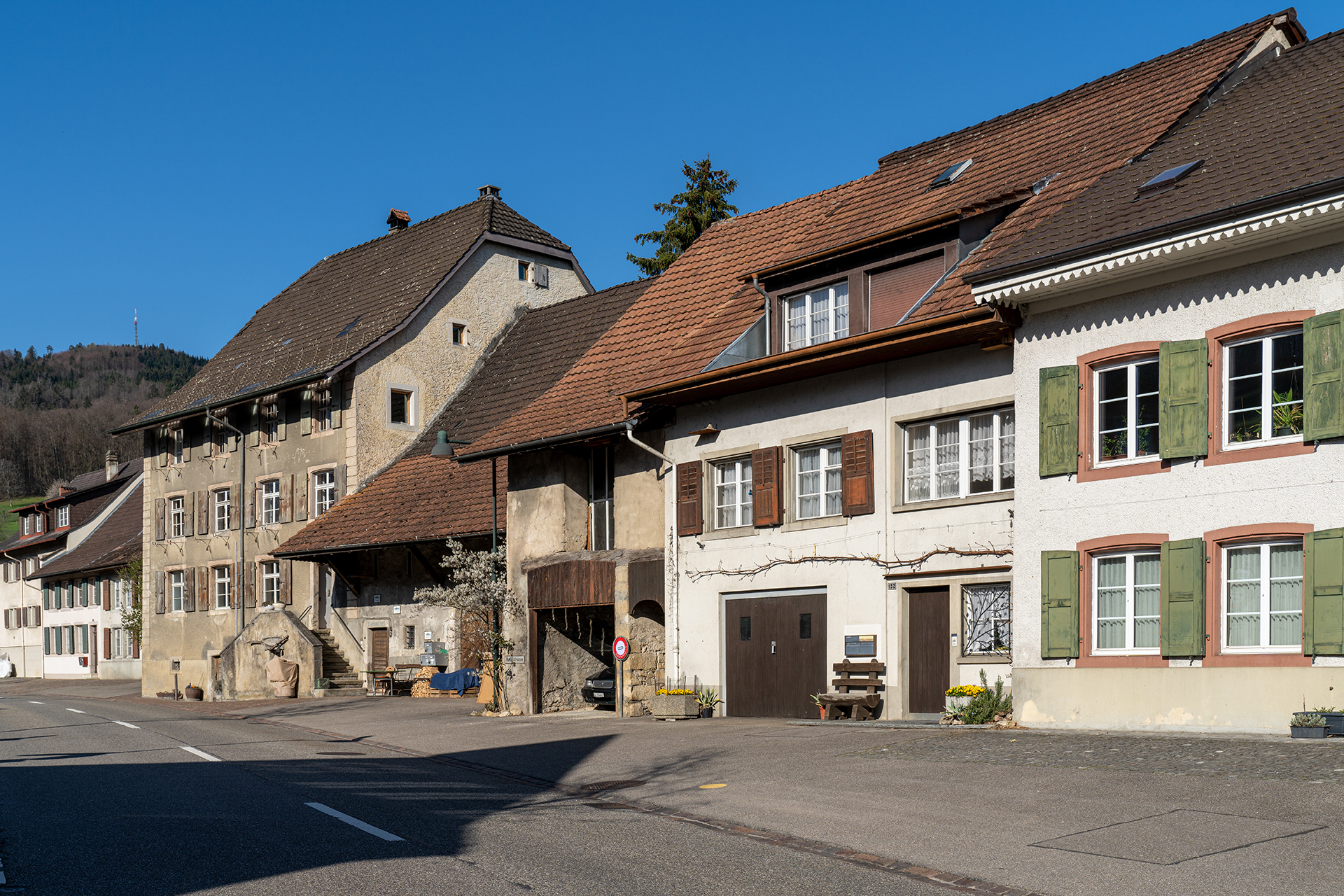
Neuhuus, Hauptstrasse
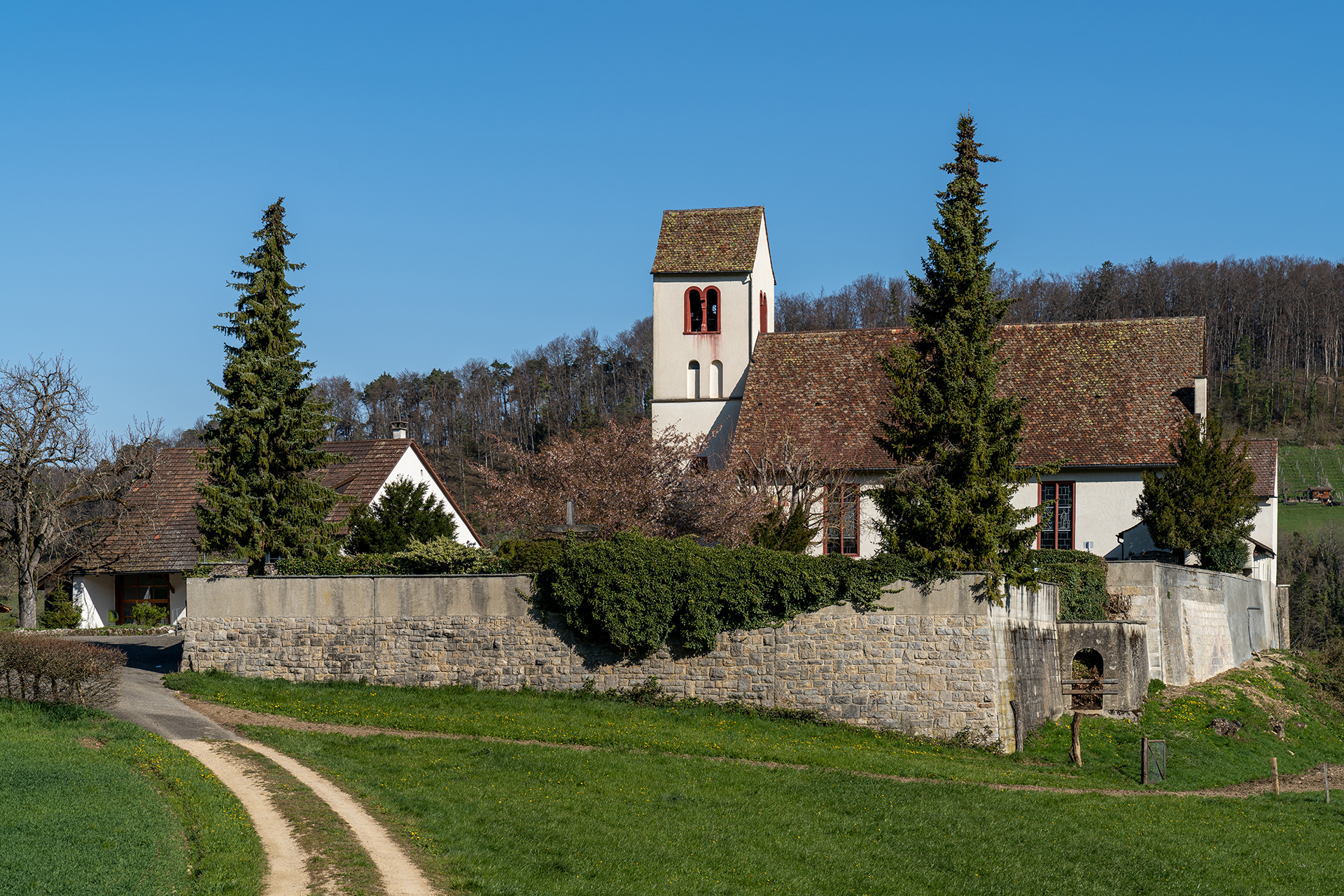
Sigristenhaus und Kirche

## Sonstiges
Die Nüünichlingler in Ziefen sind einmalig innerhalb der lebendigen Traditionen in der Schweiz. Die Figuren ziehen in der Christnacht Schlag neun Uhr mit ihren bis zu 4 Meter hohen Zylindern und mit lärmenden Kuhglocken durch den verdunkelten alten Dorfkern.

## Persönlichkeiten
- Jonas Breitenstein (1828–1877), Dichterpfarrer, geboren und aufgewachsen in Ziefen
- Fredy Dinkel (* 1957), Landrat (Grüne)
- Maria La Roche (1870–1952), Malerin und Illustratorin, geboren in Ziefen